# Masakazu Washida
Masakazu Washida (født 5. november 1978) er en tidligere japansk fodboldspiller.
Han har spillet for flere forskellige klubber i sin karriere, herunder Montedio Yamagata og Kyoto Purple Sanga.